# Tapinoma israele
Tapinoma israele este o specie de furnică din genul Tapinoma. Descrisă de  Forel în 1904, specia este endemică în Algeria și Israel.
Tapinoma israele este una dintre puținele specii care construiesc solarii în timpul iernii.

## Galerie

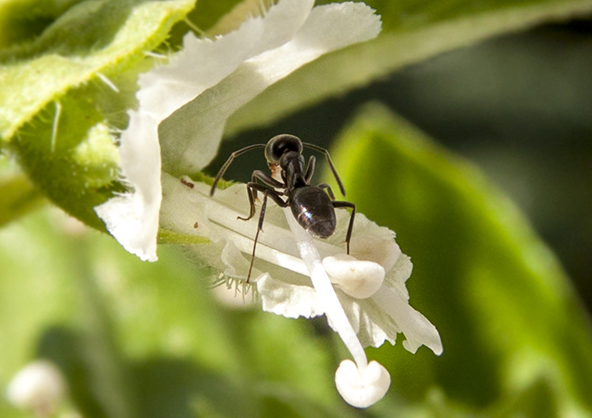
Tapinoma israele pe floare de busuioc
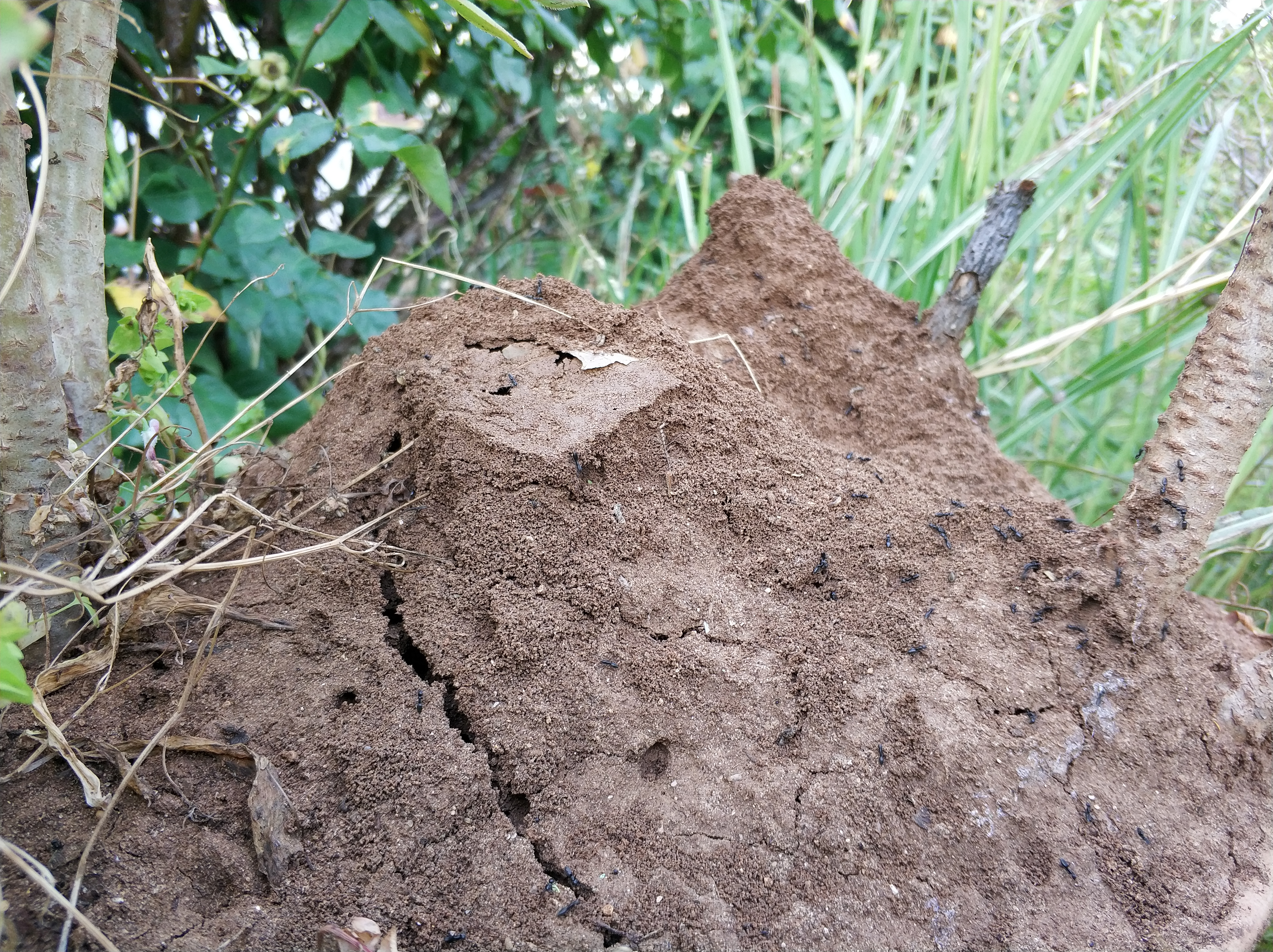
Solar constrit de Tapinoma israele
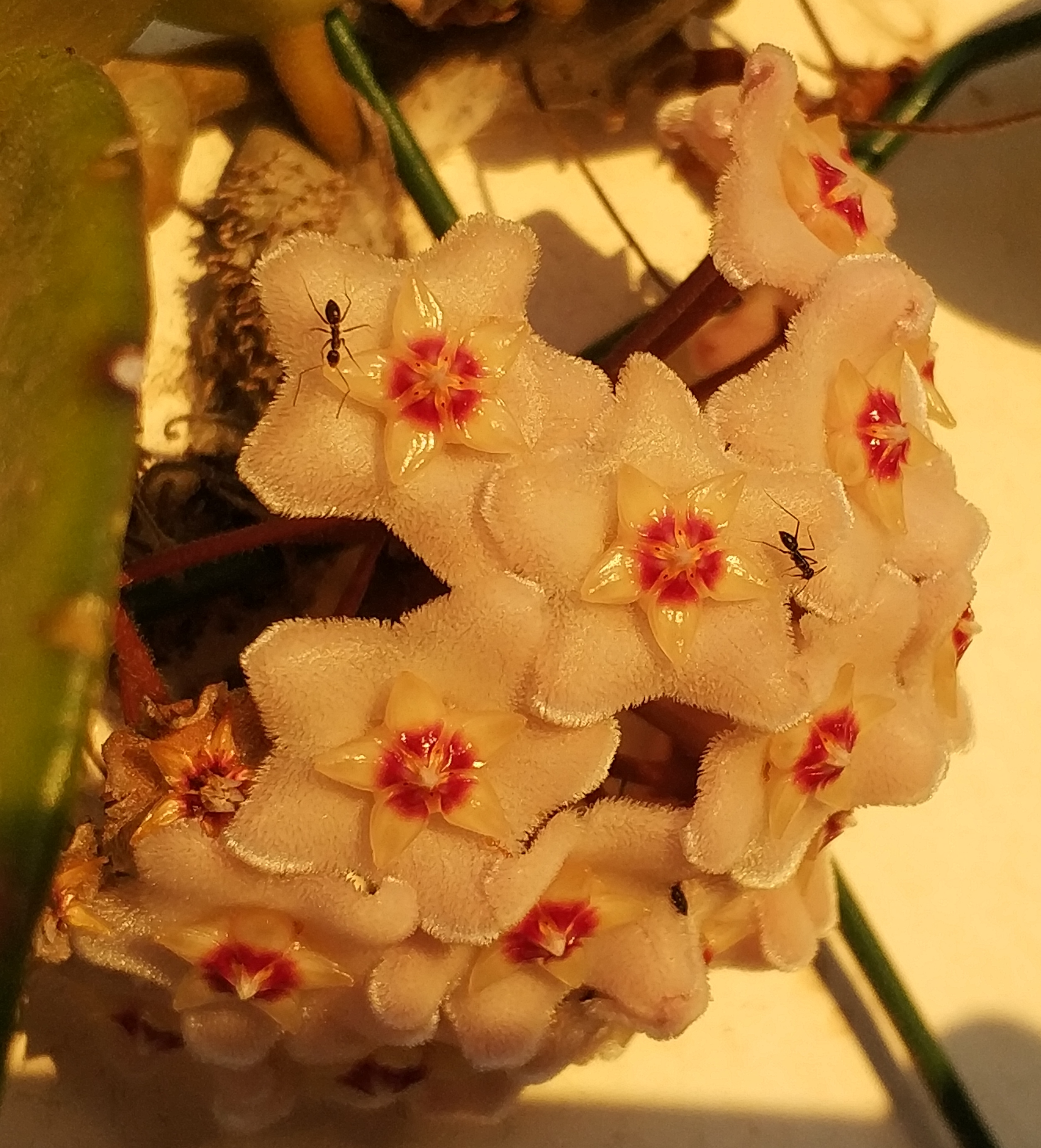
Tapinoma israele consumând nectar de Hoya carnosa